# شب‌خروش تیره‌پا
شب‌خروش تیره‌پا (نام علمی: Penelope obscura) نام یک گونه از سرده شب‌خروش‌های اصلی است.